# レバノンサッカー連盟
レバノンサッカー連盟（レバノンサッカーれんめい、アラビア語: الاتحاد اللبناني لكرة القدم、仏: Fédération Libanaise de Football Association）は、レバノンにおけるサッカー連盟である。略称はFLFA。

## 概要
1933年に設立された。国際サッカー連盟には1936年に、アジアサッカー連盟には1964年に加入。また、西アジアサッカー連盟には2001年の設立当初より加盟している。

## 運営・組織
- サッカーレバノン代表
- サッカーレバノン女子代表
- レバノン・プレミアリーグ
- レバノンFAカップ（英語版）